# 4-es busz (Hódmezővásárhely)
A hódmezővásárhelyi 4-es jelzésű autóbusz a Kincses temető és a Porcelángyár között közlekedett. A viszonylatot a Volánbusz 2024. jan. 1-től megszűntette.

## Közlekedése
Csak munkanapokon közlekedett, reggel 1 járatpár.

## Útvonala
| Porcelángyár felé: | Hódmezővásárhely, Kincses temető felé: |
| --- | --- |
| - Hódmezővásárhely, Kincses temető - Lévai utca - Dobozi utca - Tabáni piactér - Révai utca - Kisfaludy utca - Szent István tér - Kálvin János tér - METRIPOND, vasútállomás bej. út - Síp utca - Visszhang utca - Malom - Töltés utca - Divat Kötöttárugyár - HÓDGÉP - Porcelángyár | - Porcelángyár - HÓDGÉP - Divat Kötöttárugyár - Töltés utca - Malom - Visszhang utca - Síp utca - METRIPOND, vasútállomás bej. út - Kálvin János tér - Szent István tér - Teleki utca - Kisfaludy utca - Révai utca - Tabáni piactér - Dobozi utca - Lévai utca - Hódmezővásárhely, Kincses temető |

## Megállói

### Porcelángyár felé
| Megállóhely neve                    | Menetidő | Fontosabb létesítmények |
| ----------------------------------- | -------- | ----------------------- |
| Hódmezővásárhely, Kincses temető    | 0        |                         |
| Lévai u.                            | 1        |                         |
| Dobozi u.                           | 2        |                         |
| Hódmezővásárhely, Tabáni piactér    | 3        |                         |
| Révai u.                            | 4        |                         |
| Kisfaludy u.                        | 5        |                         |
| Teleki u.                           | 6        |                         |
| Szent István tér                    | 7        |                         |
| Hódmezővásárhely, Kálvin tér        | 9        |                         |
| METRIPOND, vasútállomás bejárati út | 10       |                         |
| Síp u.                              | 11       |                         |
| Visszhang u.                        | 12       |                         |
| Malom                               | 13       |                         |
| Töltés u.                           | 15       |                         |
| Divat Kötöttárugyár                 | 16       |                         |
| HÓDGÉP                              | 17       |                         |
| Porcelángyár                        | 18       |                         |

### Hódmezővásárhely, Kincses temető felé
| Megállóhely neve                    | Menetidő | Fontosabb létesítmények |
| ----------------------------------- | -------- | ----------------------- |
| Porcelángyár                        | 0        |                         |
| HÓDGÉP                              | 1        |                         |
| Divat Kötöttárugyár                 | 2        |                         |
| Töltés u.                           | 3        |                         |
| Malom                               | 5        |                         |
| Visszhang u.                        | 6        |                         |
| Síp u.                              | 7        |                         |
| METRIPOND, vasútállomás bejárati út | 8        |                         |
| Hódmezővásárhely, Kálvin tér        | 10       |                         |
| Szent István tér                    | 11       |                         |
| Teleki u.                           | 12       |                         |
| Kisfaludy S. u.                     | 13       |                         |
| Révai u.                            | 14       |                         |
| Hódmezővásárhely, Tabáni piactér    | 15       |                         |
| Dobozi u.                           | 16       |                         |
| Lévai u.                            | 17       |                         |
| Hódmezővásárhely, Kincses temető    | 18       |                         |

## Menetrend

### Porcelángyár felé
| Óra | Munkanapokon |
| --- | ------------ |
| 5   | 10           |

### Hódmezővásárhely, Kincses temető
| Óra | Munkanapokon |
| --- | ------------ |
| 6   | 20           |